# Короткохвостая лазоревая сорока
Короткохвостая лазоревая сорока, или короткохвостая цисса (лат. Cissa thalassina) — вид певчих воробьинообразных птиц из семейства врановых. Эндемик горных лесов острова Ява в Юго-Восточной Азии. Очень редкий исчезающий вид. Когда-то этот вид был обычным, но сейчас его численность резко сократилась в результате утраты среды обитания и незаконного отлова для торговли дикими животными. Размер оставшейся дикой популяции неизвестен, но, возможно, всего около 50 особей. Хотя есть предположение, что отсутствие недавних наблюдений может означать, что он уже вымер в дикой природе.
В попытке спасти этот вид Центр дикой природы Чикананга на Яве (с 2011 года) и несколько европейских зоопарков EAZA (с 2015 года) инициировали программу разведения в неволе на основе конфискованных особей. Он успешно размножался как на Яве, так и в Европе, и по состоянию на 2018 год его популяция в неволе достигла около 50 особей.

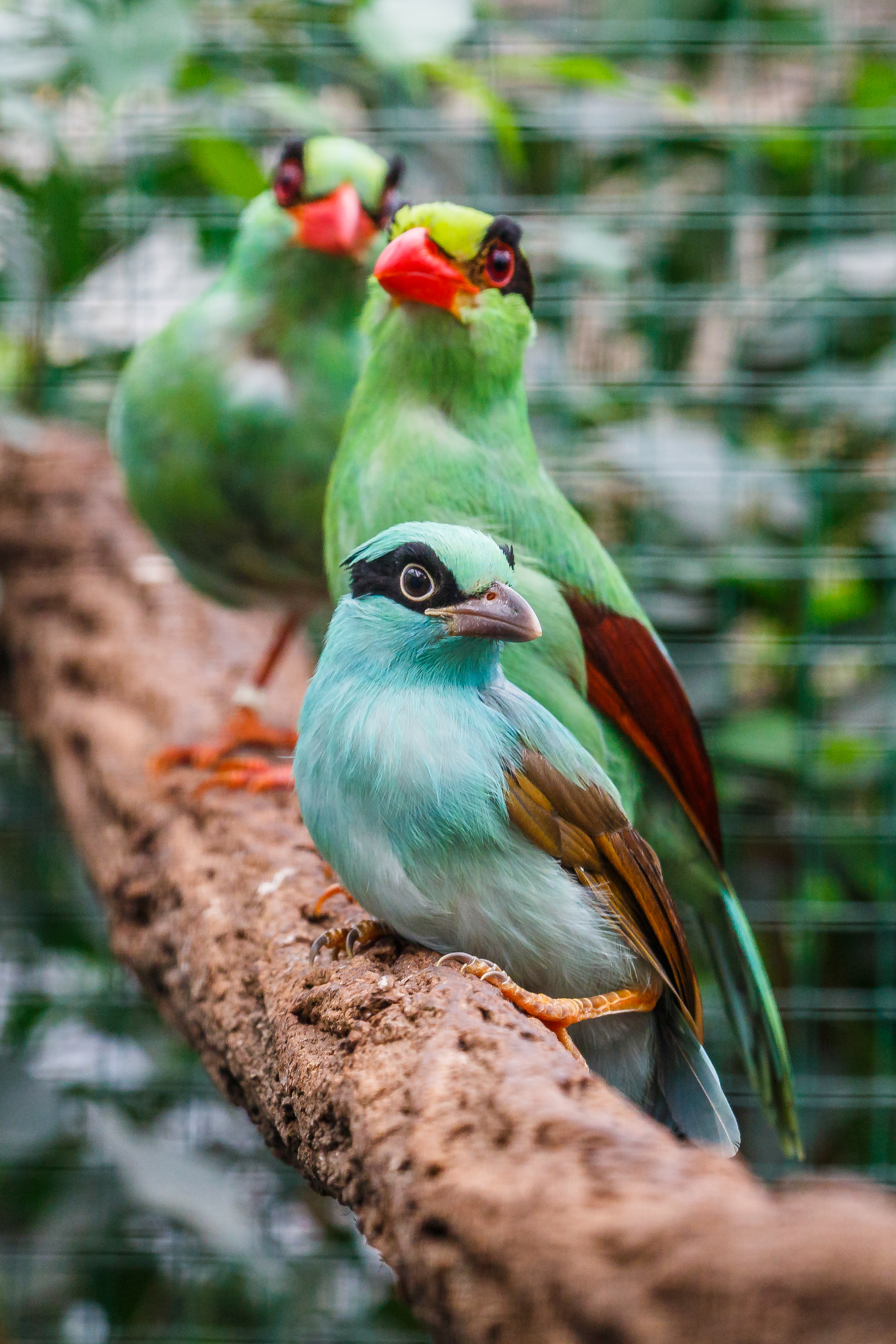
Пара короткохвостых лазоревых сорок и их темноклювый птенец в Пражском зоопарке, где этот вид разводят в рамках программы EAZA

Окраска в основном ярко-зелёная, с чёрной «маской» вокруг глаз, рыжими крыльями и белыми третьестепенными перьями. У них ярко-красные клювы и кольцо вокруг глаза; их ноги одинаково яркие, от красного до оранжевого. Их глаза темно-карие. Хвост относительно короткий. Ярко-зелёное оперение является результатом сочетания структурной окраски и жёлтого пигмента лютеина, который они получают из насекомых в своем рационе. В его рацион входят в основном беспозвоночные и мелкие позвоночные. Они также питаются мелкими ящерицами и лягушками. В неволе взрослые особи становятся голубоватыми (структурный цвет их перьев), если в их рационе недостаточно лютеина.
Размножение происходит в течение всего года, отдавая предпочтение месяцам с наибольшим количеством осадков (октябрь-апрель). В кладке одно или два яйца. Короткохвостые лазоревые сороки откладывают крапчатые яйца кремового цвета, птенцы вылупляются без перьев и полностью зависят от своих родителей. Первоначальное оперение птенца голубоватое, с темными отметинами на голове и крыльях. У них бежево-коричневые клювы и кольцо вокруг глаз, а также светло-оранжевые ноги. После первой линьки они становятся зелеными.
Короткохвостая лазоревая сорока является эндемиком Западной Явы. Этот вид населяет в основном предгорные и горные леса на высоте 500—2000 м, иногда доходит до равнинных территорий, его можно увидеть на прилегающих посевных площадях и на опушках лесов. В последнее время было мало случаев её обнаружения, и сейчас этот вид кажется очень редким и локализованным. С 2001 года этот вид был зарегистрирован только на четырёх охраняемых территориях: в национальных парках горы Мерапи, гор Халимун-Салак и горы Геде-Пангранго/Мегамендунг, а также в защищенном лесу/заповеднике Южный Парахьянган. В 1990-х годах он также был зарегистрирован в защищенном лесу горы Пембарисан и защищенном лесу горного плато Диенг, а ранее в XX веке он был зарегистрирован в Джампанг Кулон (не охраняемый), защищенном лесу горы Сламат и защищенном лесу / природном заповеднике Северный Парахьянган. Орнитологические исследования на 27 участках в девяти горах Западно-Центральной Явы в период с 2018 по 2020 год также не выявили этот вид. Таким образом, скудность недавних записей означает, что, вероятно, осталось менее 250 половозрелых особей, при этом предполагается, что популяция продолжает сокращаться.
Судя по всему, у этого вида чрезвычайно маленькая популяция, которая, вероятно, насчитывает менее 250 половозрелых особей, причем каждая субпопуляция, вероятно, содержит 50 половозрелых особей или меньше. Было также высказано предположение, что общая популяция, вероятно, не превышает 100 особей, но может насчитывать менее 50 особей, поскольку на каждом участке, где этот вид все ещё может существовать, может быть только один или два десятка птиц; однако необходимо провести исследования, чтобы подтвердить, так ли это.
В конце 1990-х и первой половине 2000-х годов этот вид претерпел чрезвычайно быстрое сокращение численности в результате торговли клеточными птицами. До 1990 года эти сороки наблюдались в торговле беспорядочно и в небольшом количестве: ни одна из 150 000 птиц на рынке в Джакарте в 1989 году не была зарегистрирована. К 1992 году этот вид был зафиксирован в 25 из 39 обследований рынка, и в период с августа по декабрь 1992 года 320 особям было разрешено к экспорту. Сообщалось, что в 1990-х годах в Халимуне было отловлено множество особей, причем ловцы птиц специализировались на этом виде. К 2011 году показатели на рынках рухнули, а цены взлетели, что позволяет предположить, что запасы уже исчерпаны. Кроме того, только одна птица была зафиксирована в ходе опросов, проведенных на рынке Прамука в Джакарте.
Считается, что темпы сокращения за период с 1990 по 2010 год превысили 80 %, причем это снижение было вызвано почти исключительно отловом. С этого момента фактические темпы сокращения, вероятно, ниже, чем на пике эксплуатации, поскольку численность популяции находится на таком низком уровне. Однако у охотников нет никаких препятствий не ловить этот вид, если им повезет и они его найдут. Давление на ловушки на Яве остается высоким, поэтому считается, что сокращение численности популяции происходит быстрыми темпами, хотя скорость такого снижения трудно оценить. Орнитологические исследования на 27 участках в девяти горах Западно-Центральной Явы в период с 2018 по 2020 год не выявили этот вид.

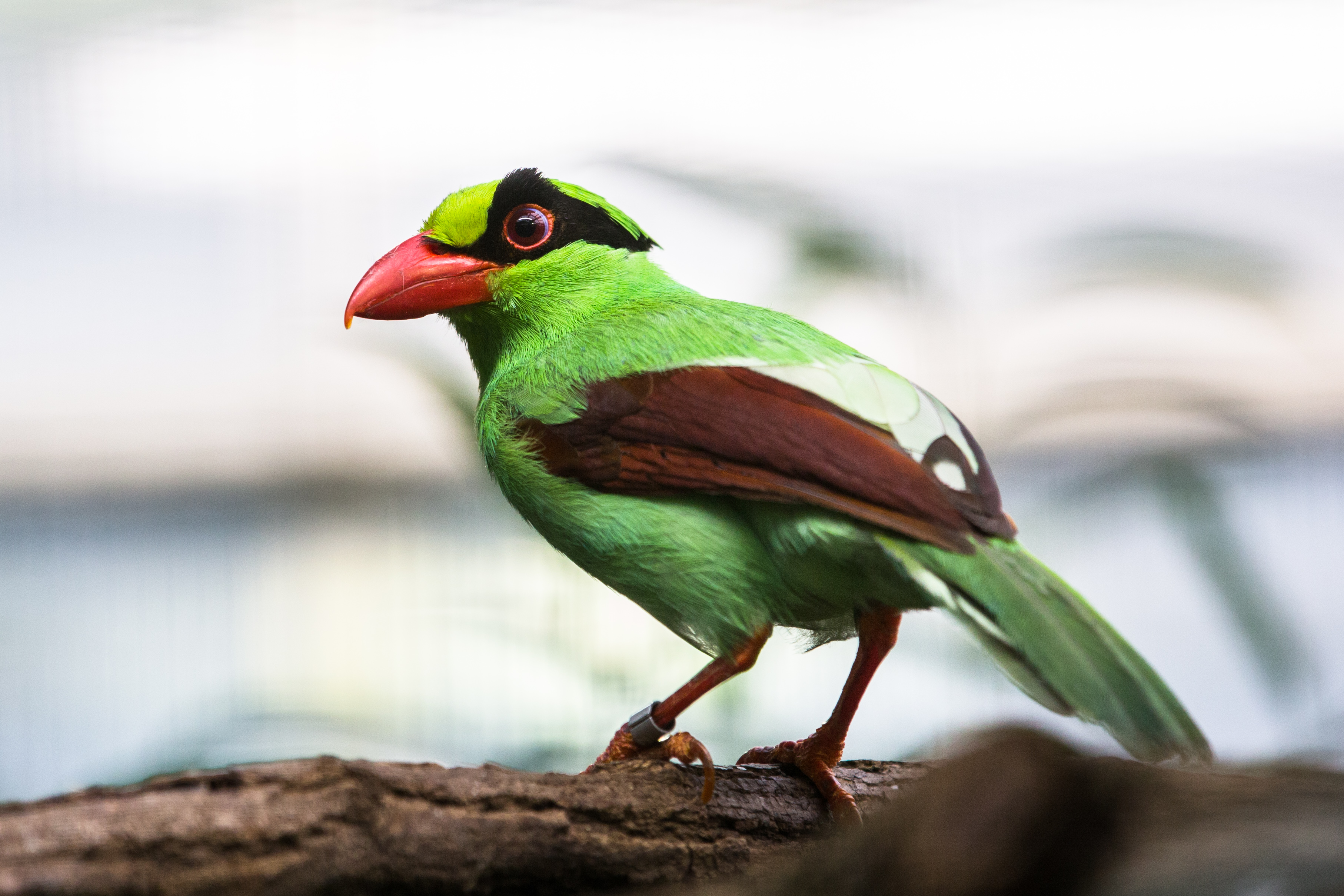

Отлов в целях торговли певчими птицами является основной причиной быстрого сокращения численности этого вида. Птицеловы, как правило, специализируются на определённых видах, что позволяет предположить, что остатки популяций подвергаются повышенному риску местного истребления из-за целенаправленного давления отловов. Это подтверждается спорадическим и непредсказуемым появлением случайных особей, пойманных в дикой природе, для продажи на городских рынках или в придорожных клетках.
Утрата среды обитания, вероятно, вызвала значительное сокращение численности в течение прошлого столетия, и её результаты позволили охотникам получить доступ к большей части популяции. На Яве большая часть леса ниже 1000 м, а в некоторых районах и до 1500 м, была вырублена, что, как предполагается, привело к серьёзному сокращению популяции этого вида. И хотя вырубка лесов на территории Западной Явы в последние годы пошла на спад, причем основная часть вырубки лесов произошла до 2000 года, площадь лесного покрова остается низкой и составляет 5234 км².
Причинами утраты и деградации среды обитания являются в первую очередь расширение сельского хозяйства, лесозаготовки и добыча полезных ископаемых.
Этот вид все ещё может сохраняться на некоторых или всех четырёх охраняемых территориях, где его видели с 2001 года, включая три национальных парка. Однако, несмотря на свои обозначения, по крайней мере два из этих национальных парков (НП Халимун-Салак и НП горы Геде-Пангранго) страдают от посягательств вдоль своих границ, что приводит к утрате, деградации среды обитания и давлению в ловушках, в то время как национальный парк горы Мерапи потерял среду обитания из-за извержения вулканов. Восемь выживших птиц, обнаруженных в торговле в 2011 году, были приобретены и доставлены в Центр дикой природы Чикананга, где размножение осуществляется регулярно с момента первого успеха в 2013 году. С учётом дополнительных конфискаций, общая численность в неволе в январе 2016 года составила 32 особи, разделенных между пятью организациями. Может быть создана программа разведения; хотя опыт успешного разведения видов Cissa в неволе ограничен, первый птенец, выращенный в неволе, вылупился в марте 2013 года.